# Linux MODICIA O.S.
Linux MODICIA O.S. è una distribuzione multimediale Linux progettata principalmente per musicisti, grafici e videomaker. 

## Descrizione
È basata sulla branca "stable" di Debian, utilizza il desktop Cinnamon e un kernel Linux recente. MODICIA O.S. include un set di software e strumenti multimediali open source accuratamente selezionati, come Audacity (editor audio), Brasero (utility di masterizzazione), Cheese (applicazione per webcam), Curlew (convertitore multimediale), GIMP (editor grafico), HandBrake (transcodificatore video), Kdenlive (editor video), MediaInfo (strumento che fornisce dati tecnici sui file multimediali), mpv (lettore multimediale), Peek (registratore di GIF animate), RawTherapee (elaboratore di foto), XnView (visualizzatore di immagini) e molti altri. La distribuzione integra anche la suite software OnlyOffice per le attività d'ufficio generali.

## Storia e sviluppo
Linux MODICIA O.S. nasce nel 1998, con l’obiettivo di offrire un sistema operativo completo e ottimizzato per il settore multimediale e didattico. La prima versione, MODICIA O.S. Ultimate 2.0, fu pensata per studi professionali e istituzioni scolastiche, con software preinstallato e configurazioni pronte all’uso.
Nel corso degli anni, la distribuzione ha attraversato diverse fasi evolutive:
- 1998–2016: basata su Debian, con focus sulla stabilità e compatibilità.
- 2017–2023: passaggio temporaneo a Ubuntu LTS per migliorare il supporto hardware.
- Dal 2024: ritorno definitivo a Debian Stable, con piena compatibilità binaria e aggiornamenti regolari.

Durante il suo sviluppo, MODICIA O.S. ha sperimentato vari ambienti desktop, tra cui Xfce (nella versione “Anabolized Xfce”) e successivamente Cinnamon, scelto per la sua eleganza e intuitività, spesso paragonata all’interfaccia macOS.
Il progetto è supportato anche dalla Modicia Project Community, che contribuisce attivamente alla versione gratuita e open-source.

## Adesione a Open Invention Network
Il 25 maggio 2018, MODICIA O.S. è entrato ufficialmente a far parte della Open Invention Network (OIN), la più grande comunità mondiale dedicata alla protezione del software open source attraverso la condivisione e la difesa dei brevetti. L'adesione a OIN rappresenta un passo significativo per il progetto, rafforzando il suo impegno verso un ecosistema libero, sicuro e collaborativo.
Come membro di OIN, MODICIA O.S. beneficia di:
- Protezione contro controversie brevettuali legate a Linux e tecnologie open source
- Accesso a una rete globale di cross-licensing gratuito tra migliaia di membri
- Collaborazione con aziende e progetti open source di rilievo internazionale

Questa iniziativa si inserisce nel più ampio impegno del progetto verso la promozione dell’innovazione aperta, della trasparenza e della libertà digitale.

## Caratteristiche Tecniche Avanzate
MODICIA O.S. implementa una serie di ottimizzazioni mirate a migliorare le prestazioni e la reattività del sistema, in particolare su hardware multimediale:
- Swappiness ridotta al 10%, per accelerare l'accesso alla memoria e prolungare la vita degli SSD.
- Compressione RAM attiva, che consente un incremento delle prestazioni fino al 20% grazie alla riduzione dell'accesso al disco.
- Kernel Real-Time installabile con un clic, pensato per musicisti e professionisti audio che necessitano di latenza minima.
- Compatibilità binaria completa con Debian Stable, garantendo aggiornamenti regolari e stabilità a lungo termine.
- JACK Audio Connection Kit e Rsync preconfigurati, per una gestione avanzata dell'audio e della sincronizzazione dei dati.
- Utility GRUB personalizzata, che consente la selezione del kernel preferito all'avvio.[8]
- Ottimizzazione per ambienti scolastici e didattici, con supporto multilingua (25 lingue) e conformità alle direttive MIUR e INVALSI.

## Hardware supportato e dispositivi ufficiali
MODICIA O.S. è ottimizzato per funzionare su una vasta gamma di dispositivi, con particolare attenzione al settore educativo e creativo:
Mini PC “Caravaggio”: workstation compatte e potenti con MODICIA O.S. Professional preinstallato, pensate per studi grafici, audio e video.
Compatibilità con LIM (Lavagne Interattive Multimediali): il sistema è utilizzato quotidianamente in laboratori scolastici, come presso l'Istituto Santa Maria degli Angeli di Brescia, dove è installato su 21 postazioni.
Supporto hardware esteso, incluso per dispositivi x86, AMD64 ed EM64T, con driver preinstallati per periferiche audio/video professionali.
Notebook ufficialmente testati e compatibili, tra cui:
- CENAVA 15.6" – portatile economico con batteria da 4000mAh, ideale per ambienti scolastici.
- BMAX B4 Plus – Mini PC, processore: Intel® N100 turbo 3,4 GHz, memoria: 16 GB DDR4 GHz ideale per ambienti scolastici.
- Teclast F17Plus 17.3" – display ampio, tastiera retroilluminata, 16 GB RAM e SSD da 512 GB, adatto per grafica e video editing.
- Teclast F16Pro 15.6" – dotato di WiFi 6, batteria da 38.000mWh e schermo IPS FHD, perfetto per produttività avanzata.[10]
- OUVIS AMR5 – Mini PC, processore: AMD Ryzen 7 5700U 8 core, 32 GB DDR4 RAM e SSD da 512 GB, adatto per grafica, video editing, compositori e DAW.MODICIA Company - web designer, sviluppo siti, software e sistemi       operativi
- Xiaomi Redmibook 14 Pro (2025) – con processori Intel Core Ultra o AMD Ryzen 5 7535H e Ryzen 7 7735H, RAM fino a 32 GB e display Super Retina 2.8K; pensato per professionisti della creatività.
- Xiaomi Redmibook 16 Pro (2025) – versione da 16", con Intel Core Ultra 5/7 o AMD Ryzen 5 7535H e Ryzen 7 7735H,, 32 GB RAM, SSD da 1 TB e display Super Retina 3.1K, ideale per studi multimediali ad alte prestazioni.[11]